# Sitio de los primeros hombres de Sangiran
El Sitio de los primeros hombres de Sangiran es un yacimiento arqueológico y paleontológico situado en la provincia de Jawa Tengah o Java Central, en la isla de Java, Indonesia. El área comprende unos 48 km² y está a unos 15 km al norte de la ciudad de Surakarta en el valle del río Bengawan Solo. El año 1996 fue declarado por la Unesco como Patrimonio de la Humanidad.
En el año 1934 el paleoantropólogo von Koenigswald comenzó a estudiar el área. Durante las excavaciones posteriores salieron a la luz fósiles de un homínido primitivo, Pithecanthropus erectus u hombre de Java, ahora reclasificado como parte de la especie Homo erectus. Se han identificado restos fósiles de más de sesenta taxones distintos, entre ellos el enigmático Meganthropus.

## Fósiles de homínidos
Entre los más relevantes se encuentran:
- Sangiran 2, Pithecanthropus II (1937);
- Sangiran 4, Pithecanthropus IV (1938-1939);
- Sangiran 17, Pithecanthropus VIII (1969).